# Bigasz
Bigasz (kaz. Биғаш; ros. Бигач, Bigacz) – krater uderzeniowy położony w obwodzie wschodniokazachstańskim w Kazachstanie. Skały krateru odsłaniają się na powierzchni ziemi.
Krater ma 8 km średnicy i powstał około 5 milionów lat temu, w pliocenie lub miocenie, w skałach osadowych pokrywających podłoże krystaliczne. Jest to geologicznie dosyć młoda struktura, lecz uległa ona już przekształceniu przez procesy tektoniczne, które przemieściły części krateru wzdłuż uskoków. Wnętrze krateru zostało także przekształcone przez działalność ludzką: istnieją w nim pola uprawne.